# Pošćenski Kraj
Pošćenski Kraj (en serbe cyrillique : Пошћенски Крај) est un village du nord-ouest du Monténégro, dans la municipalité de Žabljak.

## Démographie

### Évolution historique de la population
| 1948 | 1953 | 1961 | 1971 | 1981 | 1991 | 2003 |
| ---- | ---- | ---- | ---- | ---- | ---- | ---- |
| 185  | 181  | 172  | 163  | 82   | 49   | 40   |